# Sandræv
Sandræven (Vulpes rueppellii) er et dyr i hundefamilien. Den når en længde på 40-52 cm med en hale på 25-39 cm og vejer 1-3,5 kg. Dyret lever i det nordlige Afrika og i det vestlige Asien. 
Det latinske navn er efter den tyske naturhistoriker og opdagelsesrejsende Eduard Rüppell (1794–1884).